# Rodrigo García Rena
Rodrigo García Rena (Miajadas, provincia de Cáceres, 27 de febrero de 1980) es un ciclista español.

## Trayectoria
Debutó como profesional en el año 2005 con el equipo Kaiku, tras destacar en categoría amateur con victorias como la Copa de España de ciclismo en 2004.
En su palmarés destacan las Victorias seguidas con el Equipo Profesional Fuerteventura-Canarias en la Vuelta Asturias 2007. Una con llegada en Oviedo y otra con llegada en Gijón
Para la temporada 2010 fichó por el conjunto Xacobeo Galicia.

## Palmarés
2003 (como amateur)
- 2 etapas de la Vuelta a Lérida

2004 (como amateur)
- Cursa Ciclista del Llobregat
- Vuelta a Toledo, más 1 etapa

2007
- 2 etapas de la Vuelta a Asturias

## Equipos
- Kaiku (2005-2006)
- Fuerteventura-Canarias (2007)
- Extremadura-Ciclismo Solidario (2008)
- Miche (2009)
- Xacobeo Galicia (2010)